# Сатир боровий південний
Сатир боровий південний (Hipparchia pellucida) — вид денних метеликів родини Сонцевики (Nymphalidae).

## Поширення
Вид поширений в Марокко, Алжирі, на Балканах, у Греції, Румунії, на півдні України, в Туреччині, Сирії, Ірані, Іраку, на півдні Туркменістану, на півдні європейської частини Росії.

## Опис
Метелик середнього розміру. Розмах крил може досягати 60 мм. Основне забарвлення крил коричневе з сірим відливом. Зверху на передніх крилах є дві великих плями з білою крапкою посередині, що нагадують око. Самиця трохи темніша за самця, забарвлення більш насичене і за розміром вона більша. Крила по краях мають хвилясту форму з обрамленням білого кольору, яке нагадує пунктирну лінію.